# Antonio Buil y Raso
Antonio Buil y Raso (Colungo, 1785 - València, 1850) fou un militar aragonès. Durant la guerra del Francès fou sergent del Regiment de Voluntaris de Sogorb. Comandant general de Castelló en 1835 va aixecar el Setge de Llucena, va derrotar Josep Miralles Marín el Serrador a la batalla de Toga en gener de 1836, que li va comportar la Creu Llorejada de Sant Ferran, va defensar la ciutat contra el Pretendent Carles en la batalla de Castelló durant l'Expedició Reial.